# Kvelertak (album)
Kvelertak je první studiové album norské hudební skupiny Kvelertak, bylo vydáno 21. června 2010 vydavatelstvím Indie Recordings.
Album vyšlo 15. března 2011 též v Severní Americe (vydavatelství The End Records), tato verze byla doplněna o šest bonusových stop (čtyři živé nahrávky a dvě demonahrávky).
Za prodej více než 15 000 kopií alba byla skupině 24. června 2011 udělena domácí Zlatá deska. Ocenění skupině předalo vydavatelství Indie Recordings a Dave Grohl z Foo Fighters po skončení koncertu v Oslu, kde Kvelertak vystupoval jako předkapela Foo Fighters.
Obal alba navrhl John Dyer Baizley ze skupiny Baroness.

## Seznam skladeb
Autorem hudby i textu všech písní na albu je skupina Kvelertak.
| Pořadí         | Název                     | Délka |
| -------------- | ------------------------- | ----- |
| 1.             | Ulvetid                   | 3:29  |
| 2.             | Mjød                      | 2:30  |
| 3.             | Fossegrim                 | 3:32  |
| 4.             | Blodtørst                 | 3:37  |
| 5.             | Offernatt                 | 4:29  |
| 6.             | Sjøhyenar (Havets Herrer) | 4:50  |
| 7.             | Sultans of Satan          | 4:35  |
| 8.             | Nekroskop                 | 5:10  |
| 9.             | Liktorn                   | 5:35  |
| 10.            | Ordsmedar Av Rang         | 4:27  |
| 11.            | Utrydd Dei Svake          | 6:22  |
| Celková délka: | Celková délka:            | 48:36 |

| Bonusové skladby v severoamerickém vydání | Bonusové skladby v severoamerickém vydání | Bonusové skladby v severoamerickém vydání |
| Pořadí                                    | Název                                     | Délka                                     |
| ----------------------------------------- | ----------------------------------------- | ----------------------------------------- |
| 12.                                       | Fossegrim (live)                          | 3:25                                      |
| 13.                                       | Sjøhyenar (Havets Herrer) (live)          | 4:33                                      |
| 14.                                       | Blodtørst (live)                          | 3:43                                      |
| 15.                                       | Mjød (live)                               | 2:58                                      |
| 16.                                       | Ordsmedar av Rang (demoverze z roku 2009) | 4:03                                      |
| 17.                                       | Utrydd Dei Svake (demoverze z roku 2008)  | 6:36                                      |
| Celková délka:                            | Celková délka:                            | 70:40                                     |

## Osoby
Osoby stojící za albem Kvelertak:
Kvelertak
- Erlend Hjelvik – zpěv
- Vidar Landa – kytara, piano
- Bjarte Lund Rolland – kytara
- Maciek Ofstad – kytara, zpěv
- Marvin Nygaard – baskytara
- Kjetil Gjermundrød – bicí

Hudebníci – hosté
- Ryan McKenney – zpěv
- Ivar Nikolaisen – zpěv
- Andreas Tylden – zpěv

Produkce a nahrávání
- Kurt Ballou – mixing, produkce
- Alan Douches – mastering